# Gildas l'Albanais
Gildas l'Albanais, connu aussi sous le nom de Gildas l'Albanien est un prêtre né en 421. Saint Gildas l'Albanais, également connu sous le nom de "Gildas l'Écossais", était un des premiers saints britanniques. Il semble avoir été une personne différente de saint Gildas, avec qui il est parfois confondu.

## Biographie
Gildas était le fils de Caunus, roi de certaines provinces du sud de la Grande-Bretagne du Nord. Son père a été tué à la guerre par le roi Arthur. 
Saint Gildas transforma les afflictions temporelles en les plus grands avantages spirituels, et, méprisant un monde faux et traître, aspirait de tout son cœur à un royaume céleste.
S'étant engagé dans un état monastique, il se retira avec saint Cado, abbé de Llancarfan, dans certaines îles désertes, d'où ils furent chassés par les pirates des Orcades. Deux îles appelées Ronech (Ronech est un ancien nom de l'Île de Groix, mais il est très incertain qu'il s'agisse en l'occurrence de cette île)  et Ecni (probablement l'île de Flat Holm (en gallois Ynys Echni) dans le canal de Bristol) lui offrirent quelque temps une retraite heureuse, qu'il abandonna pour prêcher aux pécheurs l'obligation de faire pénitence, et pour inviter tous les hommes à l'heureux état de l'amour divin. Après avoir exercé cette fonction apostolique pendant plusieurs années, il se retira dans le sud-ouest de la Grande-Bretagne dans l'abbaye de Glastonbury, où il mourut et fut enterré en 512. Guillaume de Malmesbury et Jean de Fordun mentionnent ses prophéties et ses miracles.

## Confusion avec Gildas le Sage
Butler note que M. Gale a éclairci la confusion au sujet des deux Gildas et a démontré qu'il s'agissait d'une personne distincte de Gildas le Sage, ce qui est également prouvé par Dom Lobineau et Dom Morice.
Beaucoup d'écrivains ont essayé de résoudre la difficulté en supposant qu'il y avait deux ou plusieurs saints du nom de Gildas, dont les histoires ont été mêlées. Ils donnent à l'un le titre de "Gildas Badonicus", ou "l'historien", parce que, dans les écrits qui lui sont attribués, il dit qu'il est né l'année où le roi Arthur a vaincu les Saxons à la bataille du mont Badon, dans le comté de Somerset ; l'autre, ils appellent "Gildas l'Albanais" ou "l'Écossais", supposant que c'était lui qui était né à Alcluyd. Le premier a également été appelé Gildas le Sage... Au total, la légende de Saint-Gildas est l'une des plus mystérieuses et controversées de tout le calendrier romain, et son seul intérêt réel provient de l'existence d'un livre écrit dans cette île, et revendiquant une si grande ancienneté.

## Sources
- Butler, Alban (1798),  La vie des pères primitifs, martyrs et autres principaux saints... par le révérend Alban Butler..., J. Moir.
- Chambers, Robert (1883), The Book of Days: A Miscellany of Popular Antiquités in Connection with the Calendar, Y Compris Anecdote, Biography, & History, Curiosities of Literature and Oddities of Human Life and Character , W. & R. Chambers.